# 朗当利龙峰

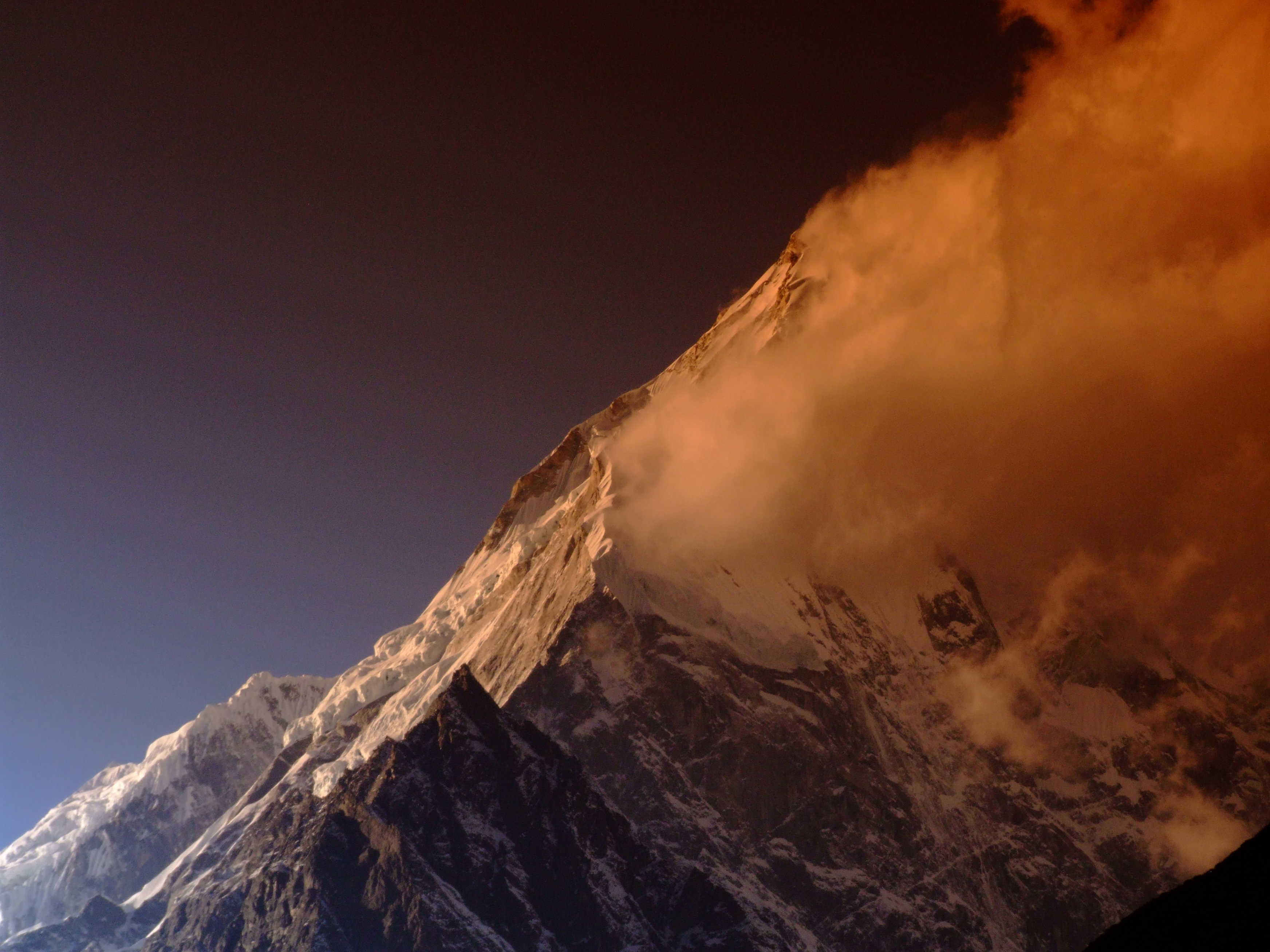
朗塘利容峰

朗塘利容峰（又译朗当利龙峰）是尼泊爾的山峰，毗鄰與中國接壤的邊境，屬於喜馬拉雅山脈的一部分，海拔高度7,227米，日本攀山隊在1978年10月24日首次登上該山峰。它在世界高山列表中排名第99位。

## 特点
朗塘利容峰在喜马拉雅主要山峰中不算特别高，但其仍以其巨大的垂直高度差而引人注目。例如，它在仅16（9.9英里）的水平距离内，从西侧的特里苏里甘达基河（Trisuli Gandaki）谷地拔地而起，垂直上升达5,500（18,000英尺）。这座山峰的南坡陡峭雄伟，长时间以来让登山者难以征服。

## 2015年雪崩
2015年4月25日，尼泊尔发生7.8级强烈地震，引发了朗塘利容峰上的山体滑坡。当时位于滑坡正下方的朗当村遭受毁灭性打击，导致243人遇难。灾后，村民花费了两年时间重建因滑坡而被毁的房屋。通往山峰的原始路线也在地震后关闭，直到2017年之后，当地居民修建了一条全新的路径，通道才重新开放。

## 外部連結
- Himalayan Index（页面存档备份，存于）
- DEM files for the Himalaya（页面存档备份，存于） (Corrected versions of SRTM data)
- A list of mountains ranked by local relief and steepness（页面存档备份，存于） showing Langtang Lirung as the world #20.
- Pictures of Langtang Lirung with Cheng Liru （页面存档备份，存于）
- Tomaž Humar dies in Langtang Lirung

## 引用
1. ↑  Horrell, Mark. . 2017-04-26  [2025-04-24]. （原始内容存档于2019-12-22）.
2. ↑  Himalayan, Masters. . Himalayan Masters.